# Маковский, Александр Владимирович
Алекса́ндр Влади́мирович Мако́вский (24 марта [5 апреля] 1869, Москва — 26 октября 1924, Ленинград) — русский живописец и график, сторонник «демократического реализма», заметная фигура в петербургской живописи времён Серебряного века, педагог; старший сын и ученик Владимира Маковского. Член Товарищества передвижников (с 1902; экспонент с 1899). Академик Императорской Академии художеств (с 1911), преподаватель Высшего художественного училища (с 1913).

## Биография
Родился в семье потомственных дворян Московской губернии, где получил первоначальное художественное образование. Александр пошёл по стопам отца и стал живописцем, младший брат Александра — Константин Владимирович впоследствии стал архитектором.
Александр Маковский в 1884 году поступает в Московское училище живописи, ваяния и зодчества. Учился в мастерской И. М. Прянишникова, В. Д. Поленова и своего отца, В. Е. Маковского.
Во время учёбы в Училище за успехи в рисовании награждён двумя малыми серебряными медалями, в 1889 году, при выпуске из Училища, за картину «Ценители искусства» награждён большой серебряной медалью.
До 1893 года живёт и работает в Париже, где посещает частную художественную школу французского живописца Фернана Кормона. В 1893 году Маковскому присвоено звание классного художника.
В 1894 году переезжает в Санкт-Петербург и поступает в Высшее художественное училище при Императорской Академии художеств, мастерская И. Е. Репина. В 1895 году выпускается из Академии.
С 1897 года хранитель учебных пособий в библиотеке Педагогических курсов при Академии художеств, в 1898 году назначен руководителем и преподавателем Педагогических курсов.
Открыл в Санкт-Петербурге частную художественную студию, где у Маковского учились живописи И. В. Попов, В. Г. Тихов, Б. И. Цветков.
С 1893 года член Московского товарищества художников, с 1899 экспонент, а с 1902 года член Товарищества передвижных художественных выставок.
В 1911 году за несколько портретов Маковскому присвоено звание академика, с 1913 года — профессор и руководитель Высшего художественного училища. Автор нескольких работ и учебных пособий по технике рисунка и живописи.
Похоронен на Смоленском православном кладбище (уч. 164, Прямая дорожка).

#### Семья
1-й брак — Анна Львовна Жемчужникова (1875—1939), дочь художника Л. М. Жемчужникова. В разводе с 1909 года.
- Дочь — Ольга Александровна Маковская (1897—1984), замужем за врачём Николаевым Николаем Ивановичем (1893—1949).
- Дочь — Елена Александровна Маковская (1898—1985), замужем за военным инженером-путейцем Сенекеримом Мкртычевичем Енокьяном (1892—1937). Её муж был расстрелян, она сама в 1938 году репрессирована как ЧСИР[10]
  - Внуки: Енокян Владимир Сенекеримович (1925—1991), участник Великой Отечественной войны[11], награждён орденом Красной Звезды, медалями «За отвагу», «За победу над Германией», отденом Отечественной войны I степени (1985)[12], кандидат геолого-минералогических наук; Енокян Юрий Сенекеримович (1928—1989), актёр Кемеровского драмтеатра, затем — Ленинградского ТЮЗа, освобождённый секретарь парткома Ленконцерта.
- Сын — Лев Александрович Маковский (1904—1942, Ленинград[13]). Женат на Тамаре Арамовне Маковской (урожд. Арамянц; 1912—1941, Ленинград[14]), художнице. Супруги Маковские погибли в блокадном Ленинграде.
  - Внук — Александр Львович Маковский (1930—2020). А. Л. Маковский памяти своей матери посвятил книгу «Судьба и творчество на переломе эпох. Тамара Маковская (Арамянц). 1912—1941» (СПб.: Премиум Пресс, 2022). Некоторые главы составлены уже после смерти Александра Львовича его дочерью Александрой.

2-брак (с 1911 года) — с Антониной (Ниной) Антоновной Плевако (урожд. Жук) (1885—1955), художницей. Документы о бракосочетании не сохранились, но работы 1912 года художница подписывала как Маковская. Вероятно, что брак был гражданским. В РГИА хранится завещание А. В. Маковского в пользу А. А. Плевако.

## Публикации и учебные пособия
- Маковский А. В. Карманный альбом для учителей начального образования по тетрадям или со стенных таблиц в начальных и средних учебных заведениях. — М., 1901;
- Маковский А. В. Начальный курс рисования для начальных школ, средних учебных заведений и домашнего обучения. — М., 1901;
- Маковский А. В. Альбом видов 1-й российской Сергиевской школы трезвости, основанной в 1904 году. — СПб., 1909; Нива. 1911. № 2;
- Маковский А. В. Доклад преподавателя-руководителя педагогических курсов при Императорской Академии художеств академика А. В. Маковского. — СПб., 1913;
- Искусство для всех. Школа рисования, живописи и прикладного искусства / Под ред. проф. А. В. Маковского и В. Лесового; при участии И. Е. Репина [и др.]. — СПб.: Т-во «Благо», 1916. — 96 с.
- Маковский А. В. Опыт живописи масляными красками. — СПб., 1918;
- Маковский А. В. Искусство для всех. Рисование и живопись. — СПб., 1923.

## Адреса в Санкт-Петербурге
- 7-я линия В. О., дом 54 — доходный дом А. К. Гаммерштедта[18].

## Галерея
- «Император Николай II в форме  Его Императорского Величества Лейб-Гвардии Гусарского полка», (1907), холст, масло — Государственный Русский музей.
- Портрет обер-прокурора Святейшего Правительствующего Синода Константина Петровича Победоносцева, (1899), холст, масло — Государственный Русский музей.
- «Надоела», (1897), холст, масло — Одесский художественный музей
- Пейзаж с церковью, (1900), холст, масло — частное собрание.
- «Антониево-Сийский монастырь. Церковь Благовещения.», (1912), бумага на картоне, темпера — частное собрание.
- Портрет императрицы Александры Федоровны, (1914), холст, масло — Государственный исторический музей
- Портрет художника Ефима Ефимовича Волкова, (1914), холст, масло — Государственная Третьяковская галерея
- «Пасхальный стол», (1915-1916), холст, масло — Тверская областная картинная галерея.
- «Чаёвничающие», (1916), холст, масло — частное собрание.
- «Перевоз на Волге», (1918), холст, масло — Государственный Литературный музей
- «Плёс», (1918), холст, масло — частное собрание.
- «Крестный ход на Флора и Лавра», (1921-1923), холст, масло — Государственный музей истории религии.